# Combat du 12 mai 1796
 (juin 2025).
Guerre de la première coalition
Batailles
Le combat du 12 mai 1796, en anglais : Action of 12 May 1796, est une bataille navale qui opposa une escadre britannique de trois frégates et d’un sloop à une frégate et quatre navires mineurs de la Marine batave.

## Contexte
En février 1793, la République française déclare la guerre au Royaume de Grande-Bretagne et aux Provinces-Unies, les entraînant dans les guerres de la Révolution française. Moins de deux ans plus tard, à l’hiver 1794-1795, les Provinces-Unies sont envahies par la France, qui en profitant pour faire main basse sur la flotte néerlandaise. La République crée alors une république sœur, la République batave. La flotte capturée est envoyée en Mer du Nord pour freiner le commerce britannique. La Grande-Bretagne prend alors des mesures pour mettre fin aux attaques en mer. Les bâtiments néerlandais stationnés dans des ports sous contrôle anglais sont tous capturés et une nouvelle flotte est fondée. La flotte de la Mer du Nord (en anglais : North Sea Fleet), mise sous le commandement d’Adam Duncan, est majoritairement composée de navires trop anciens pour lutter face aux bateaux français dans la Manche ou dans la Méditerranée.
En août 1795, la Marine batave envoie une escadre pour agir face aux navires de commerces britanniques fréquentant la Scandinavie. Ces routes commerciales partaient de la Mer Baltique, passaient par les canaux de Cattégat et de Skagerrak et traversaient la Mer du Nord. Pour contrer les attaques bataves, Duncan envoie plusieurs frégates sous les ordres du capitaine James Almes pour escorter les convois. Le 22 août, les forces d’Almes rencontrent une escadre batave arrêtée au port d’Eigerøya. Le capitaine décide de les assaillir par la terre ; l’Alliantie est alors capturé par les Britanniques. Le reste de l’escadron batave parvient à s’enfuir après un court affrontement conduisant à l’endommagement de l’Argo.
En mai 1796, la flotte de Duncan mène des opérations face aux Néerlandais, forte de neuf frégates et de nombreux navires mineurs, elle opère un blocus au large de Texel, le port principal de la flotte batave. Parallèlement, Duncan veille à ce que le blocus des ports norvégiens accueillant des alliés de la République, soit maintenu. Début mai, l’Argo, ayant été réparé, reçoit l’ordre de rallier Texel alors qu’il est dépareillé en Norvège. La frégate est escortée par quatre petits navires.
Le départ de la flottille est rapidement aperçu par la petite force du capitaine Donelly qui prend en chasse les Néerlandais, cependant, elle la perd de vue le 11 mai. En effet, l’Argo a fait route le long des côtes danoises puis allemandes, s’emparant du HMS Duke of York au passage. Le 12 mai, la flottille est déjà au large de ses côtes natales.

## Bataille
Après avoir reçu le rapport de Donelly, Duncan envoie immédiatement une escadre interceptée la flottille ennemie. Le commandement de cette escadrille est confié au capitaine Lawrence Halsted, à bord du HMS Phoenix, un 36-canons accompagné du Sylph, du HMS Pegasus et du HMS Leopard.
À la vue de la flotte batave, Halsted détache le Pegasus et le Sylph, plus rapide, tandis que le Leopard et le Phoenix engageaient l’Argo. En effet, le capitaine néerlandais venait de séparer ses forces, en envoyant ses navires mineurs, plus vifs, alors que sa frégate se préparait à engager le combat. Vers 8h15, le Phoenix est à portée de tir de l’Argo et les hostilités commencent. Le bâtiment britannique est plus avancée technologiquement et en moins de vingt minutes, l’Argo se retrouve en mauvaise posture. En plus d’avoir subis des pertes importantes (36 hommes hors d’état de combattre), les mâts ont été arrachés ainsi qu’une grande partie du gréement. À 8h35, l’Argo se rend. Le Phoenix est alors rejoint par le HMS Powerful, un 74-canons sous les ordres de O'Bryen Drury, et ensemble, ils partent à la poursuite des derniers bateaux bataves ayant pris la fuite. Deux des bricks ont pris la direction de la côte pour se mettre à l’abri, cependant, le HMS Leander se met à leur poursuite. Impuissant face à la rapidité de l’Echo et du Gier, les deux bateaux débarquent à Bosch. Les Britanniques observent alors les bricks et en concluent que l’un des deux est trop endommagé pour être réparé tandis que l’autre s’est échoué sur une plage. Les deux derniers bâtiments bataves sont poursuivis le long de la côte jusqu’à 11 heures, où ils se rendent.

## Suites
Halsted ramène ses prisonniers en Grande-Bretagne, où l’Argo et le Mercury sont rattachés à la Royal Navy sous les noms de HMS Janus et Hermes.
Le combat fut le seul affrontement significatif mené au large des Pays-Bas en 1796. Cependant, en octobre 1797, le gros de la flotte batave parvient à s’échapper et mène un raid sur les côtes britanniques. Duncan intercepte la force à son retour, lui infligeant une lourde défaite lors de la bataille de Camperdown.